# マローダー (装輪装甲車)
マローダー（Marauder）は、南アフリカ共和国のパラマウント・グループが製造する対地雷防護能力を有する装輪装甲車。2007年にアブダビで開催された国際軍事見本市（IDEX、中東最大の軍事見本市）で、ヨルダンとパラマウントのジョイントベンチャーとして公開された。

## 設計・構造
マローダーは偵察・平和維持活動を目的として開発された。乗員は2人、これに8人が同乗可能である。パラマウント・グループが同時期に開発したマタドールより一回り小さい車両となっている。
全輪駆動の4輪または6輪の設計で、4輪の装甲兵員輸送車、救急車、火力支援車（対戦車、対人）、指揮車、6輪の120mm自走迫撃砲、弾薬輸送車等が提案されている。ターボチャージャー付きのディーゼルエンジンで駆動し、航続距離は700km、最高速度は100km/hに達する。
車体は二重化されたモノコック構造であり、STANAG 4569レベル3相当の防弾・耐地雷性能を備える。
オプションとして追加装甲、通信機、7.62mmから14.5mm機関銃まで対応するウェポンステーション、耐寒装備などが提供され、積載重量は4,000kg、自重込みの最大戦闘重量が17,000kgとなっている。
2011年6月、イギリスBBCのトップ・ギアシリーズ17の初回で取り上げられた。リチャード・ハモンドの運転で車体下方での爆破実験を含む試乗を行った。番組による世界で最も止められない車両（world's most unstoppable vehicle）との評価は、パラマウント・グループによるマローダーの紹介文としても使用されている。
なお、日本では「一般人が買える装甲車」などと紹介される事が多いが、パラマウント社は政府機関以外には販売しないことを明言している。

## 生産
2008年、アブドゥッラー2世国王設計開発局とパラマウント・グループは生産・製造について合意し、マタドールと合わせて50両を導入するヨルダンが最初の採用国となった。2011年には、アゼルバイジャンでも生産の合意に至っている。2012年にはシンガポールと製造・販売が合意され、ベルレックス（Belrex）の名称でSTエンジニアリングとシンガポール国防科学技術庁によって製造されている。

## 採用国

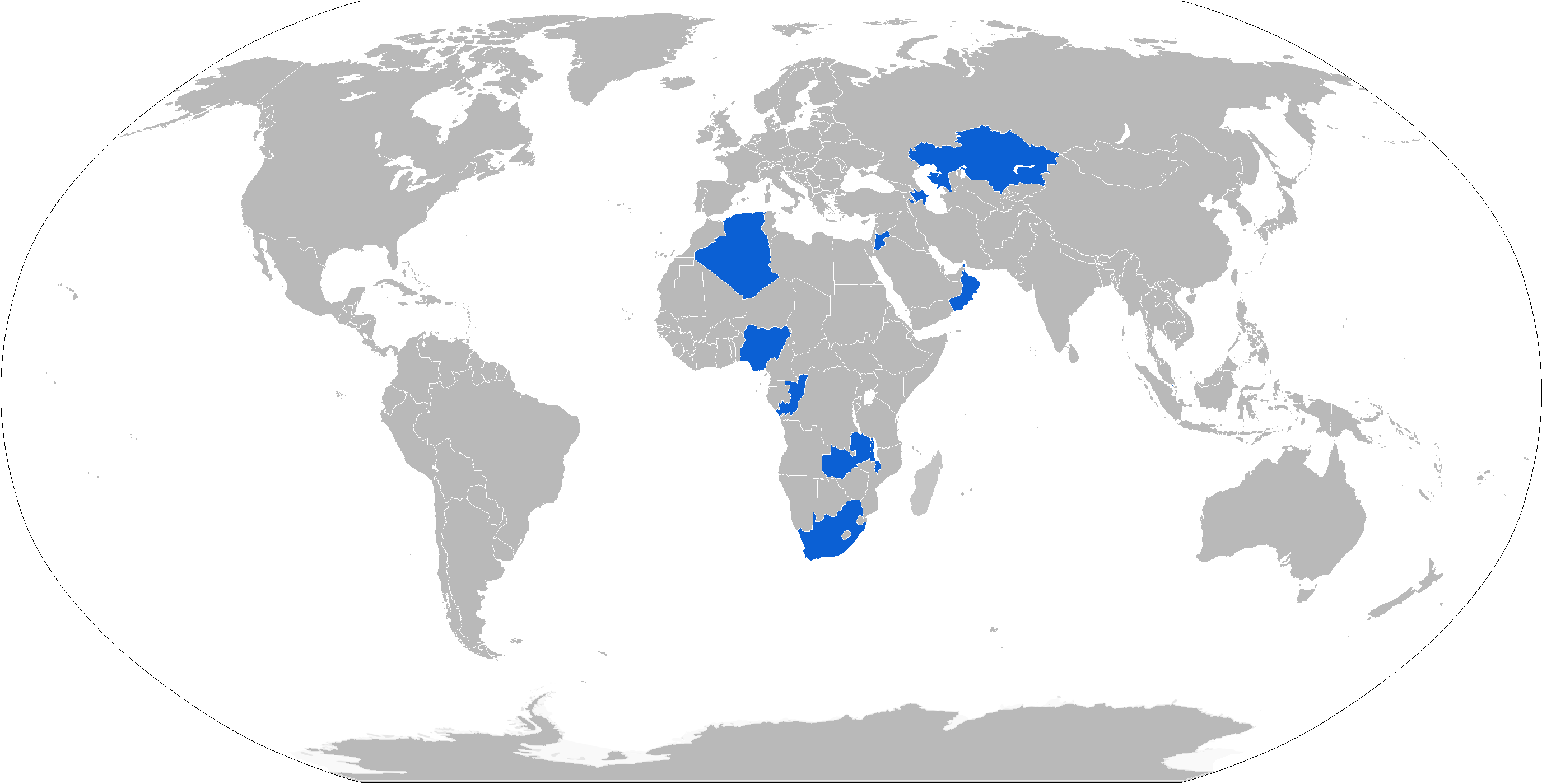
運用国（2015年）

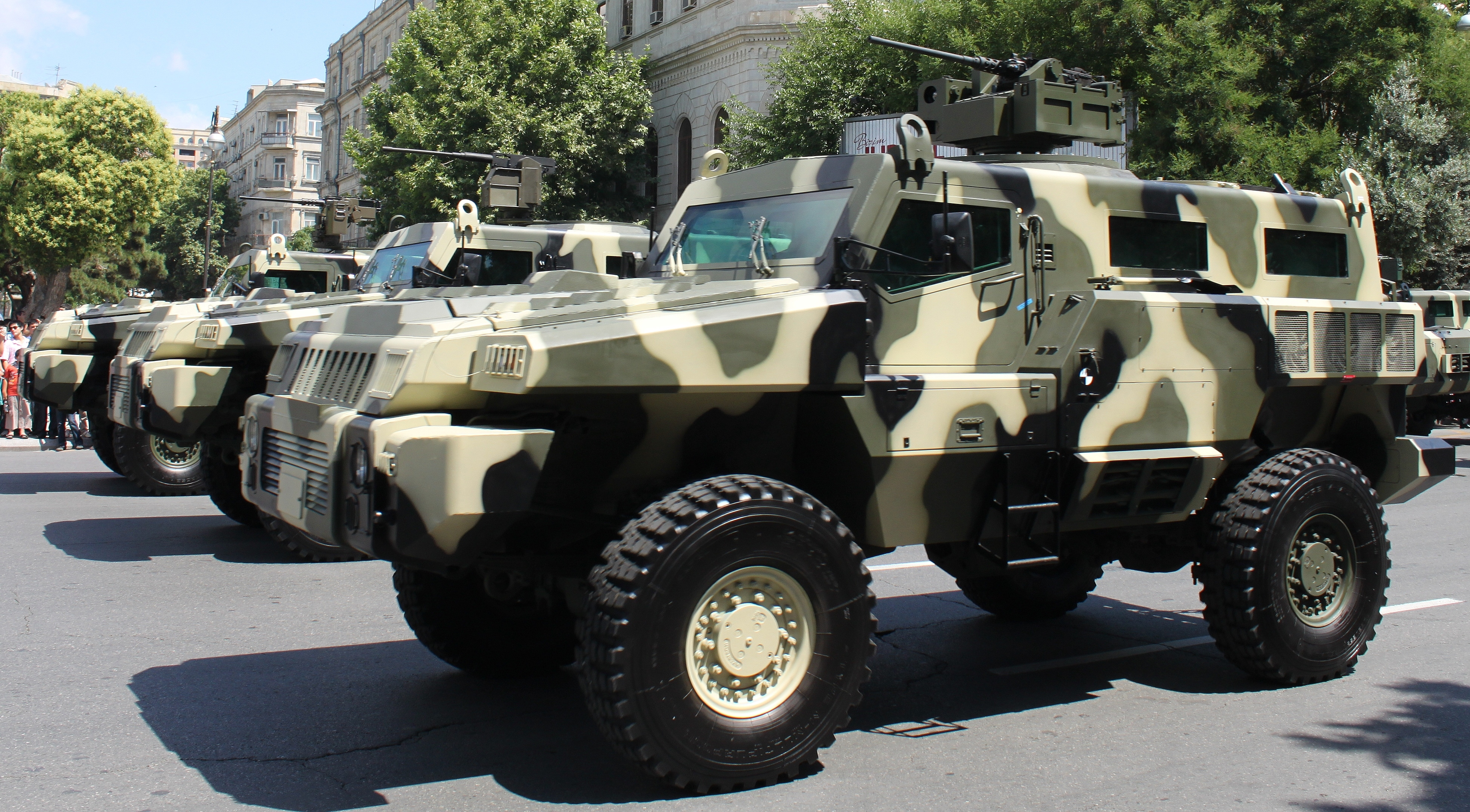
アゼルバイジャンで国産化されたマローダー（2011年、バクー）

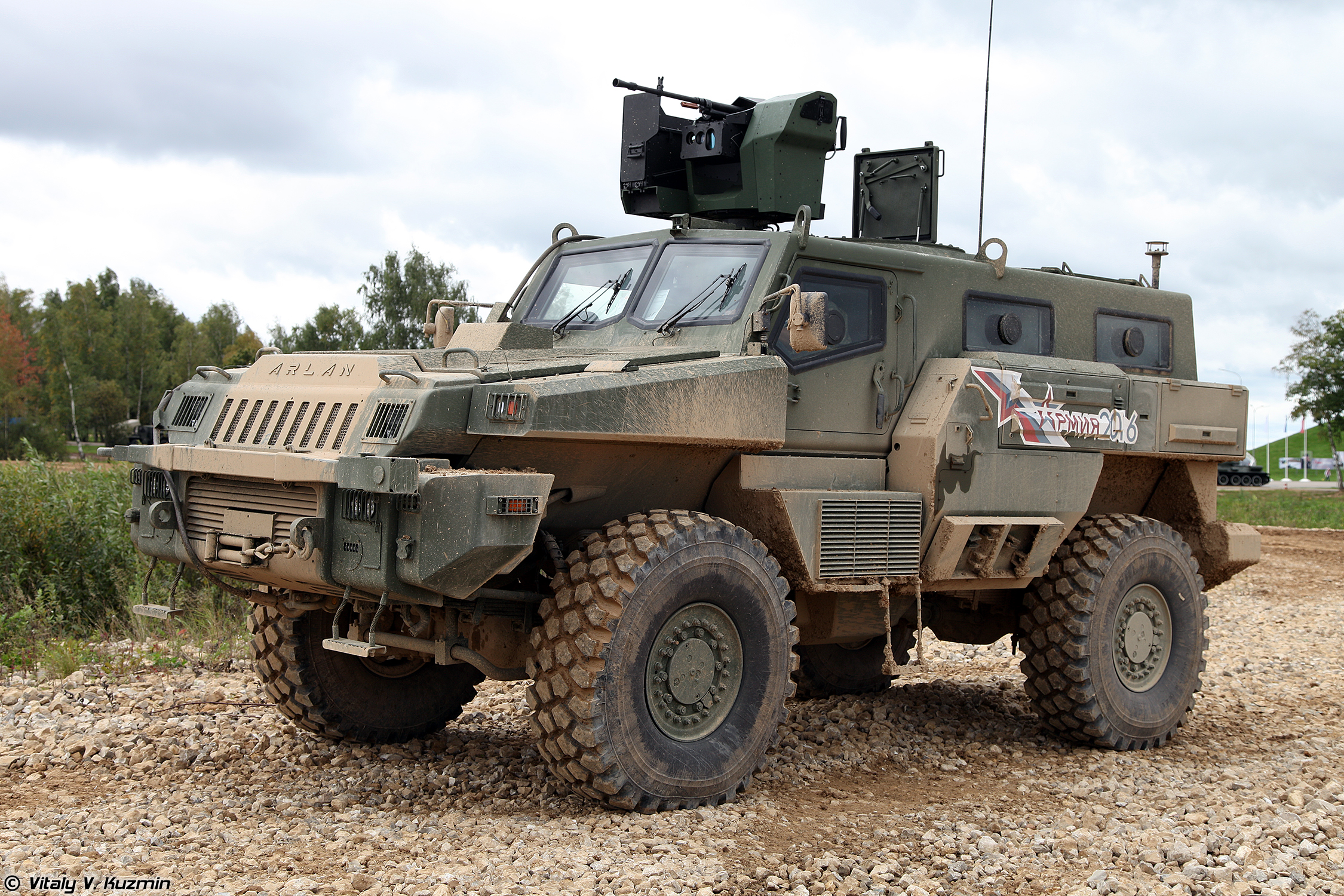
カザフスタンで国産化されたアルラン

アルジェリア
ストックホルム国際平和研究所は、2009年に2両が導入されたとしている。
 アゼルバイジャン
2009年から2014年にかけて75両を調達した。アゼルバイジャン国防産業省との間に現地生産の合意が成立している。2024年時点で、アゼルバイジャン陸軍が14両のマローダーを保有している。
 コンゴ共和国
2010年から2012年に52両を調達した。
 ヨルダン
2008年に最初の採用国となった。生産は現地化されており、初期生産分としてマタドールと合わせて50両を導入。
 カザフスタン
2013年、寒冷地型をアルラン（カザフ語: Арлан、Alran。オオカミを意味する）の名称で採用し、2016年8月から軍と治安機関に導入を開始した。カザフスタンに合弁子会社を設立し、現地生産を行っている。2020年5月には追加バッチの契約を行った。2023年時点で、カザフスタン陸軍が138両のアルランを保有している。
 マラウイ
2013年、6両を調達。2024年時点で、マラウイ陸軍が9両のマローダーを保有している。
 オマーン
2013年、1両を調達。
 シンガポール
2013年、12両を調達。2023年時点で、シンガポール陸軍が74両のベルレックスを保有している。